# Erik Neukirchner

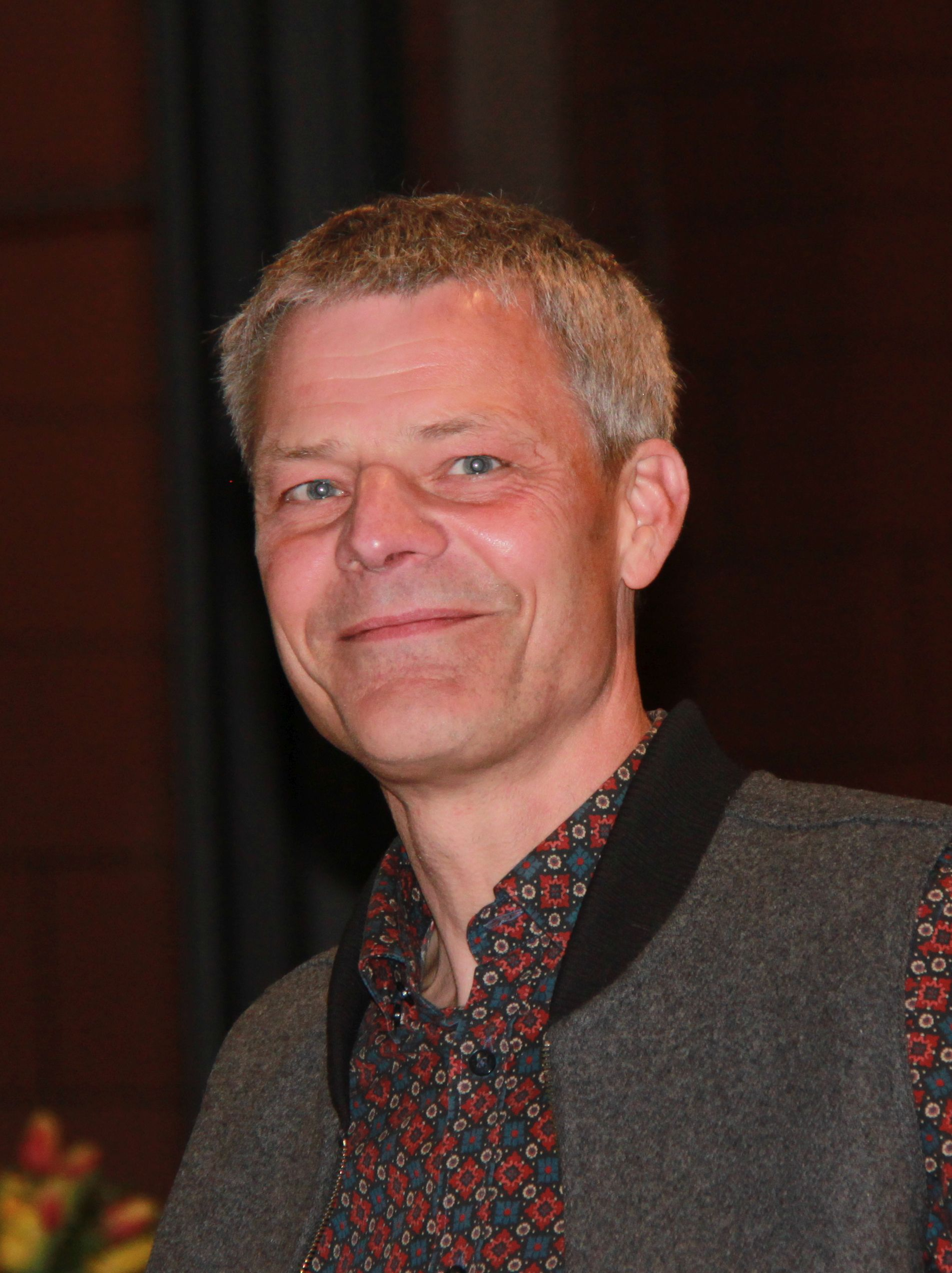
Erik Neukirchner (2024)

Erik Neukirchner  (* 1972 in Karl-Marx-Stadt) ist ein deutscher Bildhauer.

## Biografie
Nach dem Abschluss seiner Berufsausbildung mit Abitur als Maschinenbauer wirkte Erik Neukirchner seit 1994 als freischaffender Bildhauer in Chemnitz. In diesem Jahr initiierte er ein Projekt zur Errichtung eines Spielplatzes für blinde Kinder. Vorangegangen war sein Zivildienst im Rehabilitationszentrum für Blinde seiner Heimatstadt.
Beginnend 1997 absolvierte Neukirchner ein Gaststudium an der Hochschule für Bildende Künste Dresden. Im Jahr 2001 gründete er seine eigene Bronzegießerei „Bronzeguss Chemnitz“.
Mittlerweile lebt er in Hennersdorf, wo er sich 2013 in der „Alten Schule“ Werkstatt und Atelier eingerichtet hat.
Der Bildhauer Johannes Belz (1925–1976) war sein Großvater.

## Kunststil
Die Kunstwissenschaftlerin Susanne Hebecker beschreibt das Werk Neukirchners als „eine erneuerte formale Radikalität und Eigenständigkeit figürlicher Plastik. In seinen ideellen Modulationen taucht eine neue Körperlandschaft auf, eine fast gotische Zartheit, in der selbst die Schreckensfolgen von Krieg und Gewalt eindrucksvoll gefasst sind. Als Künstler hat er einen eigenen ästhetischen Stil ausgebildet, mit dem er auf die Umstände der soziokulturellen Situation, in der er lebt, antwortet und in einer Weise reagiert, die zugleich Teilnahme und Widerstand ist.“
Neukirchners Skulpturen fallen durch grobe Oberflächen auf, die wie unfertig wirken. Außerdem sind es vor allem sehr schlanke und meist unbekleidete Figuren.
Seit 2014 befasst er sich verstärkt mit Tierplastiken.

## Werke (Auswahl)
Neukirchner arbeitet seine Skulpturen fast ausschließlich in Bronze.
- 1997: Kopfstudie

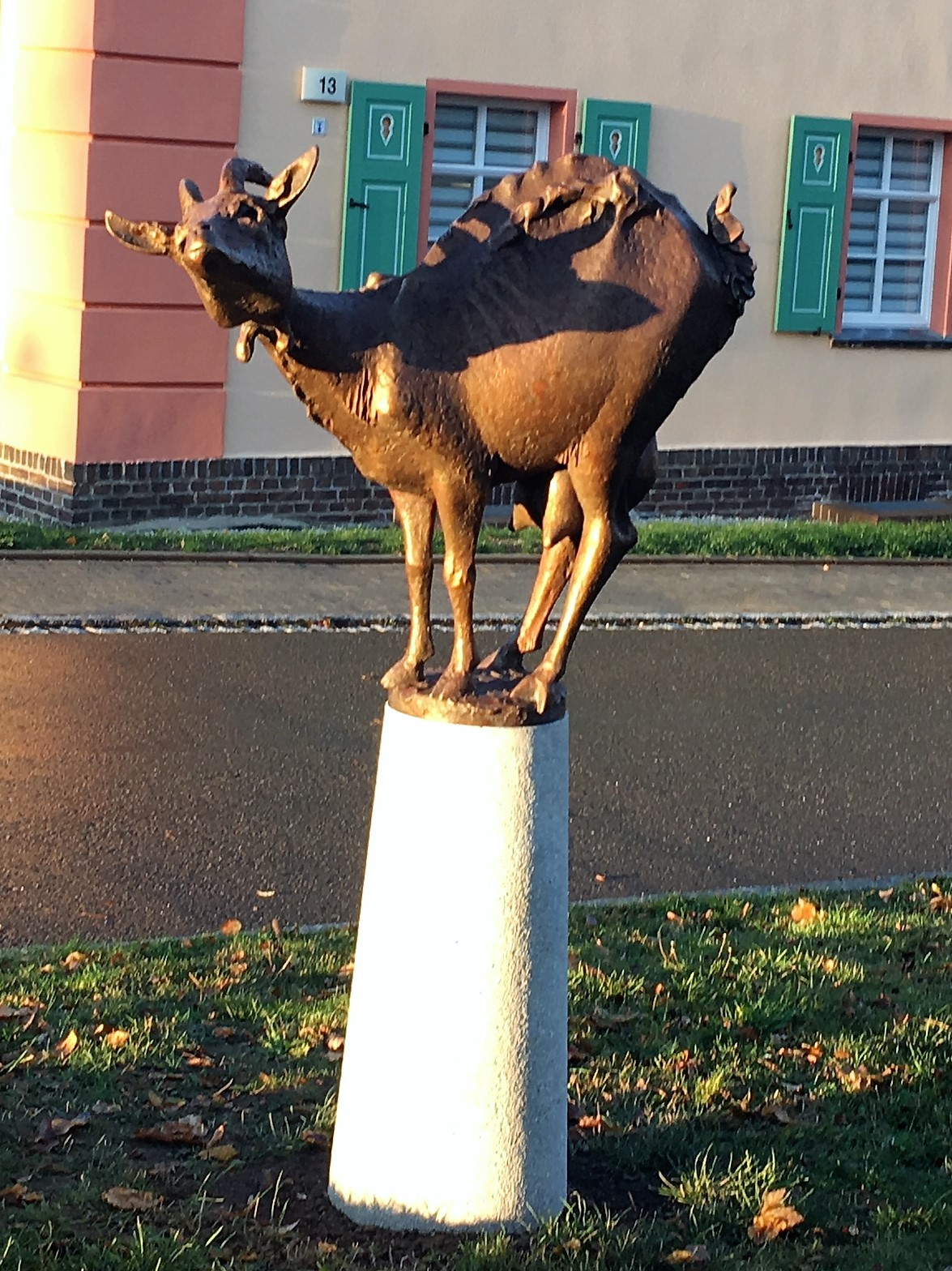
Bergmannskuh Oelsnitz/Erzgeb.

- 2000: neue Portalplastiken am Georgius-Agricola-Gymnasium Chemnitz (jeweils zwei Figuren aus gebrannter Keramik in rotbraunen bis braunschwarzen Tönen, die in jeder der vier Etagen neben den Treppenfenstern an der Fassade angebracht sind; nach Vorbildern der in der NS-Zeit entfernten Kunstwerke des Künstlers Heinrich Brenner)[3]
- 2002: Großer Stehender, Portraitbüste, Kleiner Frosch
- 2003: Kreatur (Relief), Kreatur
- 2004: Liegender Kopf
- 2005: Kleine Büste, Stehende Figur, Schöner Scheitern I, Schöner Scheitern II, Schöner Scheitern III
- 2006: Erinnerung an M., Totenmaske mit Händen
- 2007: Richard, Kasperkopf
- 2008: Auftakt, Gehender, Kurgast, Traum vom Fliegen
- 2009: Großer Gehender, Eva
- 2010: Hoffnung, Schwangere, Kleine Schwangere, Figur mit erhobenen Armen
- 2011: Bewegte Figur, Ruhender Kopf, Portraitkopf
- 2012: Allein die Toten haben das Ende des Krieges gesehen, Ecce homo (für A.Y.), Lamm
- 2013: Hummerscheren (Relief), Katzenmumie I  (Relief), Katzenmumie II (Relief)
- 2014: Hennersdorfer Huhn, Hennersdorfer Hahn, Hahn, Huhn I, II und III
- 2015: Alter Hahn, Altes Huhn, Hühnerköpfe (Relief)
- 2016: Kleine Ziege, Ziege, Junger Bulle
- 2017: Vogelmumie (Relief), Kleiner Schmerzensmann, Schmerzensmann
- 2018: Bergmannskuh[4] (für die Stadt Oelsnitz/Erzgeb.), Kopf, Bildnis einer jungen Dame
- 2019: Vogel, Katze, Mädchen mit Tuch, Eva, Große Eva
- 2020: Kopfstudie, Entwurf Erinnerungsort in Görlitz
- 2021: Ziegenlamm, Animalischer Schrei
- 2022: Torso & Stahlhelm I (die Betrogenen), Kruzifix, Torso & Stahlhelm II
- 2023: Ode an das Aufbegehren

## Werke im öffentlichen Raum (Auswahl)
Die folgenden Arbeiten sind im öffentlichen Raum zugänglich:
- 2000 zwei Fassadenfiguren (Steinzeug) am Chemnitzer Agricola-Gymnasium
- 2005 zwei Figuren (Bronze) in einem restaurierten Wohngebiet der Rudolf-Grahl-Straße in Chemnitz
- 2009 eine Figur „Auftakt“ (Bronze) im Johannes-Kepler-Gymnasium Chemnitz
- 2018 „Bergmannskuh“ (Bronze) in Oelsnitz im Erzgebirge
- 2023 Erinnerungsort an das Wirken von Ulf Großmann (1957–2020) in Görlitz

## Gedenkort Ulf Wolfram Großmann in Görlitz
Jeder Deiner Schritte verändert die Zukunft.
Ein Erinnerungsort an das Wirken des Bürgermeisters Ulf Wolfram Großmann, Uferstraße, Görlitz (1957 – 2020).
Ulf Wolfram Großmann war ein Gestalter. In seinen Aufgabenbereichen war er zeitlebens bedacht, wegweisende Akzente zu setzen. Er nutzte die Möglichkeiten der Kunst und Kultur um Menschen zu verbinden und Brücken zu bauen. Er schuf lebendige kulturelle Strukturen und die durch ihn gesetzten Impulse tragen bis heute zur Lebendigkeit des Kulturlebens der Stadt Görlitz bei. Er ebnete Wege für Völkerverständigung und Aussöhnung, welche zentrale Motive seines Schaffens waren. Ein fortwährendes Symbol dieses Strebens ist die wiedererrichtete Görlitzer Altstadtbrücke. 

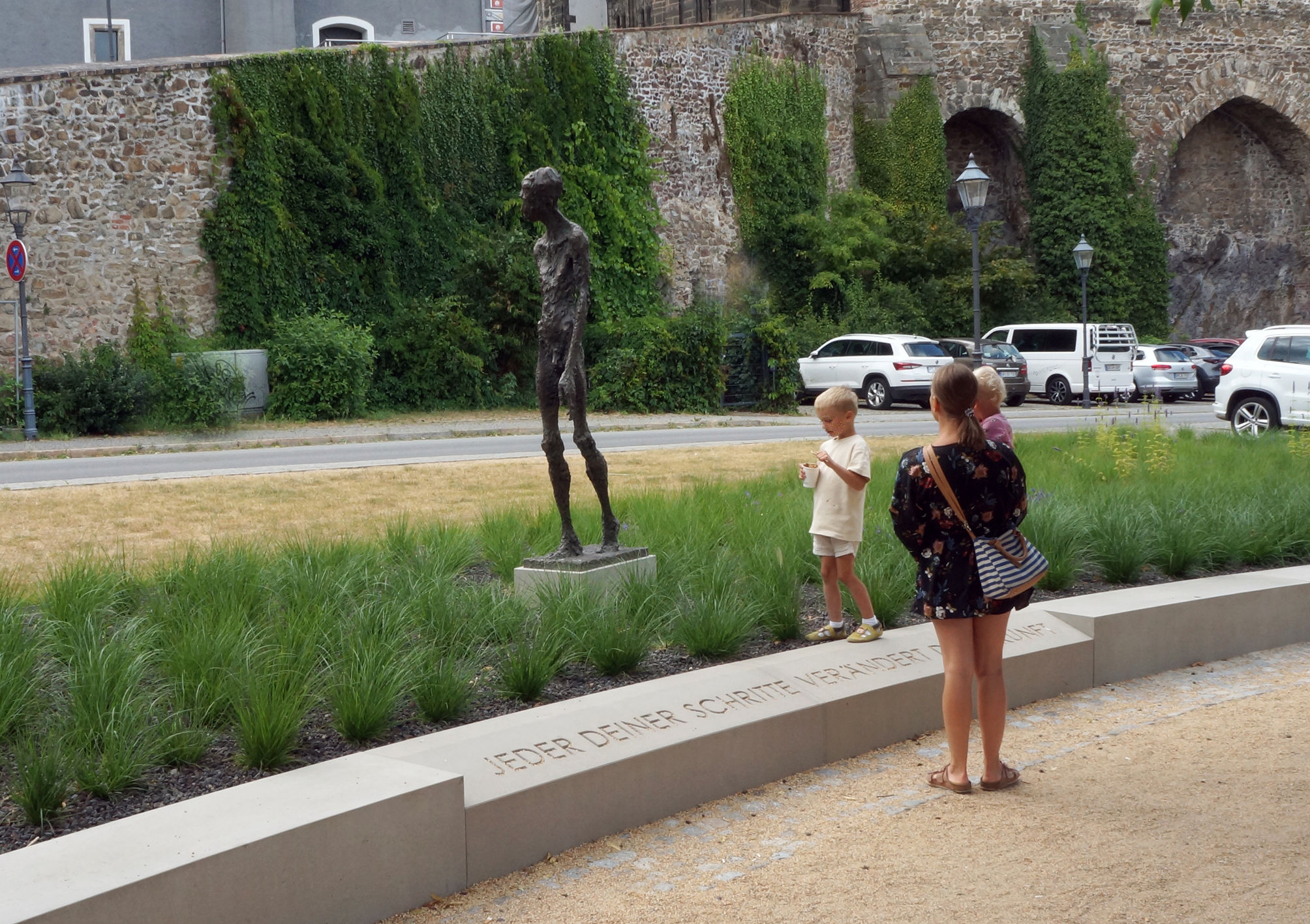
Gedenkort Ulf Wolfram Großmann in Görlitz

In unmittelbarer Nachbarschaft zu dieser Brücke soll eine bestehende Rasenfläche landschaftsarchitektonisch umgestaltet und durch eine Bronzeplastik akzentuiert werden. Die Gestaltung thematisiert die Verantwortung des Einzelnen und verweist auf das Wirken Ulf Großmanns. 
Im Zentrum der Landschaftsgestaltung befindet sich die Bronzeplastik „Großer Gehender“ des Bildhauers Erik Neukirchner. Die lebensgroße Plastik entstand im Jahr 2009.
Achtsam erscheint der hoch aufgewachsene und zerbrechlich wirkende junge Mann. Seinen nächsten Schritt bedenkend und scheinbar der inneren Stimme lauschend, neigt er den Kopf vorsichtig zur Seite. Mit einer geradezu tänzerischen Geste führt er seinen linken Arm nach vorn. Der rechte hingegen ist noch gänzlich unbeteiligt. Der Moment des Innehaltens, bevor es zur weiteren Bewegung kommt, schenkt dem Betrachter Zeit dem Phänomen des Gehens und der Bedeutung des nächsten Schrittes nachzuspüren. 
„Der nächste Schritt“ ist nicht nur sprachlich eine Entsprechung für die Eigenwirksamkeit eines Menschen. Die Entscheidung über die Richtung der Schritte entscheidet über die Zukunft.
Jeder Deiner Schritte verändert die Zukunft.
Dieser Text wird als Spruchband zu Füßen der Bronzeplastik auf der Schrägfläche der konkav ausgebildeten und an die Bogenform einer Brücke erinnernden, Begrenzungswand zu lesen sein. Durch die erweiterte Wegfläche hat der Betrachter die Möglichkeit, an die Plastik heranzutreten und diese aus nächster Nähe zu erleben. Die Figur „bewegt“ sich – diagonal zum Fußweg – in Richtung der Altstadtbrücke. Ihr stilisierter Weg besitzt die zarte Textur des Lampenputzergrases und wird im zurückgelegten Bereich durch vereinzelte Blüten der Camissia-Lilie und der Indianernessel wie verwandelt erscheinen.
Der Erinnerungsort wurde gemeinschaftlich durch den Landschaftsarchitekt Maik Schaufuß und den Bildhauer Erik Neukirchner entworfen.

## Ausstellungen (Auswahl)
Gemeinschaftsausstellungen (G) und Soloausstellungen (S)
- (G) 1997: Neue Sächsische Galerie, Chemnitz

(G) Chemnitzer Kunstmesse
- (G) 2000: Neue Sächsische Galerie, Chemnitz
- (G) 2002: Galerie Rosenkranz, Chemnitz: Figur und Position (gemeinsam mit Heinz Tetzner, Hans Brockhage und Volkmar Kühn)
- (S) 2005: (Erste) Personalausstellung
- (S) 2008: Bad Kissingen Kunst-Stationen: Blickwechsel – Menschenbilder nach der Klassischen Moderne
- (G) 2011: Städtische galerie ada, Meiningen: Berge und Geschöpfe mit Konrad Henker

(G) Kunstgalerie Altes Rathaus, Schwarzenbach an der Saale, Gemeinschaftsausstellung mit Bettina Haller
- (G) 2012: Bilderhaus Krämerbrücke Erfurt: Sinn und Form – Positionen figürlicher Plastik mit Werken bekannter deutscher Künstler wie Gerhard Marcks, Otto Pankok, Theo Balden, Fritz Cremer, Karl Hartung, Waldemar Grzimek und anderen[6]

(S) Galerie Borssenanger Chemnitz: Plastik
- (S) 2014: Kulturhaus Karlshorst in Berlin-Karlshorst, Kraft der Empfindung
- (G) 2019: Kunstausstellung in der "Alten Schule zu Hennersdorf": Collagen (Siegmund Hammermann) und Bronzeplastiken (Erik Neukirchner)

(S) Kunstausstellung in der "Alten Apotheke Augustusburg": Bronzeplastik
- (S) 2020: 4. Kunstausstellung in der "Alten Schule zu Hennersdorf": Bronzeplastiken (Erik Neukirchner)
- (G) 2021: 5. Kunstausstellung in der "Alten Schule zu Hennersdorf": Horst Sakulowski – Zeichnung und Grafik, Erik Neukirchner – Bronzeplastiken
- (G) 2022: 6. Kunstausstellung in der "Alten Schule zu Hennersdorf": Käthe Kollwitz, Otto Pankok, Theo Balden, Johann Belz, Baldwin Zettl, Rainer-Maria Schubert, Karl-Heinz Richter, Robert Metzkes, Erik Neukirchner
- (G) 2023: 7. Kunstausstellung in der "Alten Schule zu Hennersdorf": Konrad Henker, Erik Neukirchner
- (S) 2023: Wildenfels, Schloss Wildenfels (mit Baldwin Zettl)
- (G) 2024: 8. Kunstausstellung in der "Alten Schule zu Hennersdorf": Fritz Keller (Maler), Erik Neukirchner

## Auszeichnungen
Im Jahr 1995 erhielt Neukirchner den Sächsischen Staatspreis für Design in Bronze.